# Ippote (padre di Eolo)
Ippote (in greco antico: Ἱππότης?, Hippòtēs) è un personaggio della mitologia greca, il cui mito è legato a Eolo, il custode dei venti nell'Odissea.

## Mitologia
Secondo le fonti più antiche, Ippote è il padre di Eolo, che per questa ragione viene definito "Ippotide"  Si tratta di un uomo mortale, come suo figlio Eolo, anche se quest'ultimo verrà indicato successivamente come "dio dei venti". In una versione, Ippote è figlio di Mimante, a sua volta figlio di un altro Eolo, il figlio di Elleno e progenitore degli Eoli.
Il mitografo latino Igino, nel tentativo di uniformare i vari miti sulla figura di Eolo, fa di Ippote un mandriano di umili origini, che allevò Eolo e Beoto, figli in realtà di Poseidone e Melanippe, una figlia di Eolo figlio di Elleno. Secondo questa versione, Ippote ebbe in affidamento i due gemelli perché Poseidone non voleva far sapere a Eolo figlio di Elleno di essere il padre dei due bambini.